# Хоманс, Джордж Каспер
Джордж Ка́спер Хо́манс (англ. George Casper Homans, или Джордж Ка́спар Хо́манс (англ. George Caspar Homans); 11 августа 1910, Бостон — 29 мая 1989, Кембридж) — американский социолог, представитель бихевиористской социологии, профессор Гарвардского университета, президент Американской социологической ассоциации, автор теории социального обмена (exchange theory).
Член Национальной академии наук США (1972).

## Биография
Согласно изданной в 1984 году автобиографии Хоманса, он родился 2 августа 1910 года в Бостоне, в семье адвоката Роберта Хоманса и его жены Эбигейл (в девичестве Адамс). Являлся праправнуком Джона Куинси Адамса, шестого президента США, и прапрапраправнуком Джона Адамса, второго президента США. В 1928 году, продолжив семейную традицию, поступил в Гарвардский колледж, где углублённо изучал английскую и американскую литературу. В 1932 году, после окончания учёбы, решил заняться журналистикой, однако издание, в котором он пробовал свои силы, в связи с депрессией вскоре отказалось от его услуг. Некоторое время Хоманс пробыл безработным. С 1934 по 1939 год являлся младшим научным сотрудником новообразованного Общества стипендиатов в Гарварде, проводил множество исследований в различных областях, включая психологию, социологию и историю. Предпринял антропологическое исследование сельской Англии, позже опубликованное под названием «Английские сельские жители тринадцатого века» (1941).
В 1939 году стал пожизненным членом Гарвардского университета, в котором преподавал социологию, историю средневековья, а также (в небольших аудиториях) поэзию. В 1941 году женился на Нэнси Купер, с которой прожил до конца дней. В том же году отправился служить в ВМС США. По окончании Второй мировой войны вернулся в родной Бостон. С 1946 года продолжил преподавательскую деятельность в Гарвардском университете сначала как доцент, а после 1953 года — в качестве профессора социологии. Также был приглашённым профессором в Манчестерском университете (в 1953), Кембриджском университете (в 1955—1956), а также в Университете Кента (в 1967). В 1960-х разработал известную теорию социального обмена. В 1964 году был избран 54-м президентом Американской социологической ассоциации. В 1980 году вышел в отставку.
Умер от сердечного заболевания 29 мая 1989 года в Кембридже, штат Массачусетс, оставив жену, троих детей и четверых внуков.

## Научные взгляды
Прикладная социология, известная как микросоциология, интересовала Хоманса больше, чем теоретическая. На его первую работу «Введение в Парето» (An Introduction to Pareto), выполненную в соавторстве с Чарльзом П. Кертисом, оказали влияние В. Парето и лекции Л. Дж. Хендерсона. В ней он выступил сторонником структурно-функционального подхода.
Позже Хоманс раскритиковал структурных функционалистов. В отличие от Э. Дюркгейма он считал, что социальный феномен следует объяснять через психологическое, а не социальное, нельзя исключать психологию, как это делал Дюркгейм. Социальные факты вызывают индивидуальные реакции, которые, в свою очередь, ведут к появлению новых фактов. Решающим же фактором является поведение, а не социальный факт.
Во-первых, Э. Дюркгейм трактует объяснение как простое выявление причин. По мнению Хоманса, этого недостаточно. Нужно также объяснять связь между причиной и следствием и обязательно учитывать психологический фактор. Хоманс критикует также и последователей Дюркгейма, например, К. Леви-Стросса — за пренебрежение индивидуального и психологического в организации социального действия. Во-вторых, структурализм, по мнению Хоманса, подменяет анализ обмена между индивидами различными формами обобществлённого обмена, лишая понятие обмена всякого смысла. В-третьих, он критикует точку зрения, согласно которой различные формы обмена символически воссоздают социальные институты.
Структурных функционалистов, в частности Т. Парсонса, Хоманс критиковал за их объяснение институтов. Во-первых, он отрицал функциональное объяснение институтов: то, что институт взаимосвязан с другими институтами ещё не значит, что он существует. Во-вторых, он не соглашался с их структурным объяснением: что институты существуют, поскольку без них не могло бы существовать общество. По Хомансу, все человеческие институты являются продуктами процессов исторического изменения. Имея достаточно фактической информации и пытаясь использовать предпосылки нашей слабой дедуктивной системы, мы находим постулаты не о взаимоотношении институтов, как в структурном типе объяснения, и не об условиях выживания общества, как в объяснении функционального типа, а постулаты о поведении человека как человека. То есть психологические постулаты: история и психология, — по сути, едины. Социальная структура в понимании Хоманса состоит из элементарных форм поведения и постоянно меняется в ответ на изменения этого поведения в агрегации. Он доказывал, что подобные поведения достаточно большого числа людей могут трансформировать существующие социальные структуры и институты. «Иногда крупные восстания и революции ломали институциональные рамки, разбивали правила социального поведения».

## Теория обмена
Теория обмена Хоманса — попытка применить принципы бихевиоризма в отношении задач социологии. Хоманс признаёт, что его теория обмена вытекает из поведенческой психологии и элементарной экономики. Он согласен с тем, что является «психологическим редукционистом». Редукционизм, с точки зрения его как исследователя, представляет собой «демонстрацию того, как положение одной науки (в данном случае социологии) логично вытекает из более общих положений другой науки (психологии)» Итак, истинная социология, по мнению Хоманса, опирается на психологические принципы. Они являются психологическими по двум причинам: во-первых, «они вводятся и эмпирически проверяются психологами»; во-вторых, «они есть постулаты о поведении отдельного человека, а не постулаты о поведении группы или общества; поведение человека как человека считается сферой психологии». Теория обмена фокусируется на психологии и элементарных формах социальной жизни. По Хомансу, «социология имеет дело с социальным поведением как деятельностью обмена, которая ощутима или неуловима и более или менее ценна между по меньшей мере двумя лицами». «Социология изучает социальное поведение, при котором действие каждого из по меньшей мере двух индивидов подкрепляет (или подавляет) действие другого и при котором, соответственно, каждый влияет на другого». Фундамент теории обмена составляют следующие разработанные Хомансом постулаты:

### Постулат успеха
«Чем чаще индивид получает вознаграждение за свой поступок, тем вероятнее, что этот поступок будет повторяться им с определённой частотой в будущем». В целом поведение, согласно постулату успеха, включает в себя три стадии: 1) действие человека; 2) поощрение за результат; 3) повторение начального действия или действия, сходного с ним.

### Постулат стимула
«Если в прошлом тот или иной стимул (или совокупность стимулов) приводил к вознаграждениям поступка индивида, то тем вероятнее, что при наличии похожих на него стимулов в настоящем человек совершит тот же или подобный поступок».

### Постулат ценности
«Чем ценнее кажется индивиду результат его действия, тем с большей вероятностью он будет совершать это действие в будущем».

### Постулат депривации — пресыщения
«Чем большую выгоду имеет индивид от своих поступков, тем более вероятно, что он повторит эти поступки». Выгода в социальном обмене — это преобладание объёма вознаграждения над ценой, которую пришлось заплатить. Цена поведения — это осознание индивидом потери вознаграждения вследствие своего предыдущего поведения.

### Постулат агрессии — одобрения
Постулат «А»: «В случае, если действие не вызывает ожидаемого вознаграждения или, наоборот, вызывает неожиданное наказание, то действующий субъект испытывает чувство гнева: возрастает вероятность, что ценнее для него окажется агрессивное поведение». Постулат «В»: «Когда действие человека получает ожидаемое одобрение или ещё лучше — больше одобрения, чем он ожидал, либо не приводит к ожидаемому наказанию, то он испытывает чувство удовлетворения; более вероятно, что в будущем он вновь совершит данное или похожее действие, поскольку оно будет для него ценным».

### Постулат рациональности
«При выборе между альтернативными действиями индивид выберет то, для которого ценность результата, умноженная на вероятность его получения, наибольшая».

## Критика теории обмена
Хоманса критиковали за его замыкание на обмене между двумя индивидами, за игнорирование более крупномасштабных моделей обмена. Наибольшей критике теорию Хоманса подверг Талкотт Парсонс с позиции парадигмы социальных фактов: 1) Хоманс склонен размывать различия между поведением людей и поведением животных; 2) Психологические принципы не могут объяснить социальные факты; 3) Хоманс не показал, как применять психологические принципы на социальном уровне.

## Цитируемые работы Хоманса
- English Villagers of the Thirteenth Century (Английские сельские жители тринадцатого века) (1941)
- The Human Group (Человеческая группа) (1950)
- Social Behavior as Exchange. In: "American Journal of Sociology", 63:597–606 (1958)
- Social Behavior: Its Elementary Forms (Социальное поведение: его элементарные формы) (1961, пересм. изд. 1974)
- The Nature of Social Science (Природа социальной науки, 1967)
- Coming to My Senses: The Autobiography of a Sociologist (1984)
- Certainties and Doubts (1987)
- Sentiments & Activities: Essays in Social Science (1962)